# Sagene
Sagene je 3. městská část norského hlavního města Osla, která se vyznačuje největší hustou obyvatelstva. Leží ve vnitřní části města, ale nehraničí přímo s centrem. Jeho název znamená doslova „pily“ a odkazuje na pily které se zde v minulosti nacházeli na obou březích řeky Akerselvy, která obvodem protéká. Sestává ze čtvrtí Sagene, Bjølsen a Iladalen v západní části obvodu a ze čtvrtí Sandaker a Torshov v jeho východní části. Vznikl v roce 2004 ze staršího obvodu Sagene-Torshov, přičemž nedošlo k žádným změnám v jeho hranicích. Na severu hraničí s obvodem Nordre Aker, na jihu s obvodem Grünerløkka a na západě s obvodem St. Hanshaugen.
Oblast měla od 40. let 19. století výrazně průmyslový charakter a z této doby pochází například průmyslový areál nedaleko vodopádu Vøyenfallene. Většina továren však v průběhu času zanikla, jedna z mála stále aktivních je Bjølsen Valsemølle. Obytné čtvrti Torshov a dolní část čtvrti Sandaker vznikly v meziválečné době, zatímco Iladalen a částečně i Sagene a Bjølsen až druhé světové válce a vyznačují svojí jednotnou zástavbou. Z doby po roce 2000 pochází obytná zástavba která nahradila průmyslové budovy jako byla továrna Lilleborg a pivovar Ringnes. V Sagene sídlí NRK Oslo og Viken, pobočka norské státní televize, nachází se zde velké množství zelených ploch a na severovýchodě, ve čtvrti Sandaker, rozsáhlá obchodní zástavba.

## Galerie

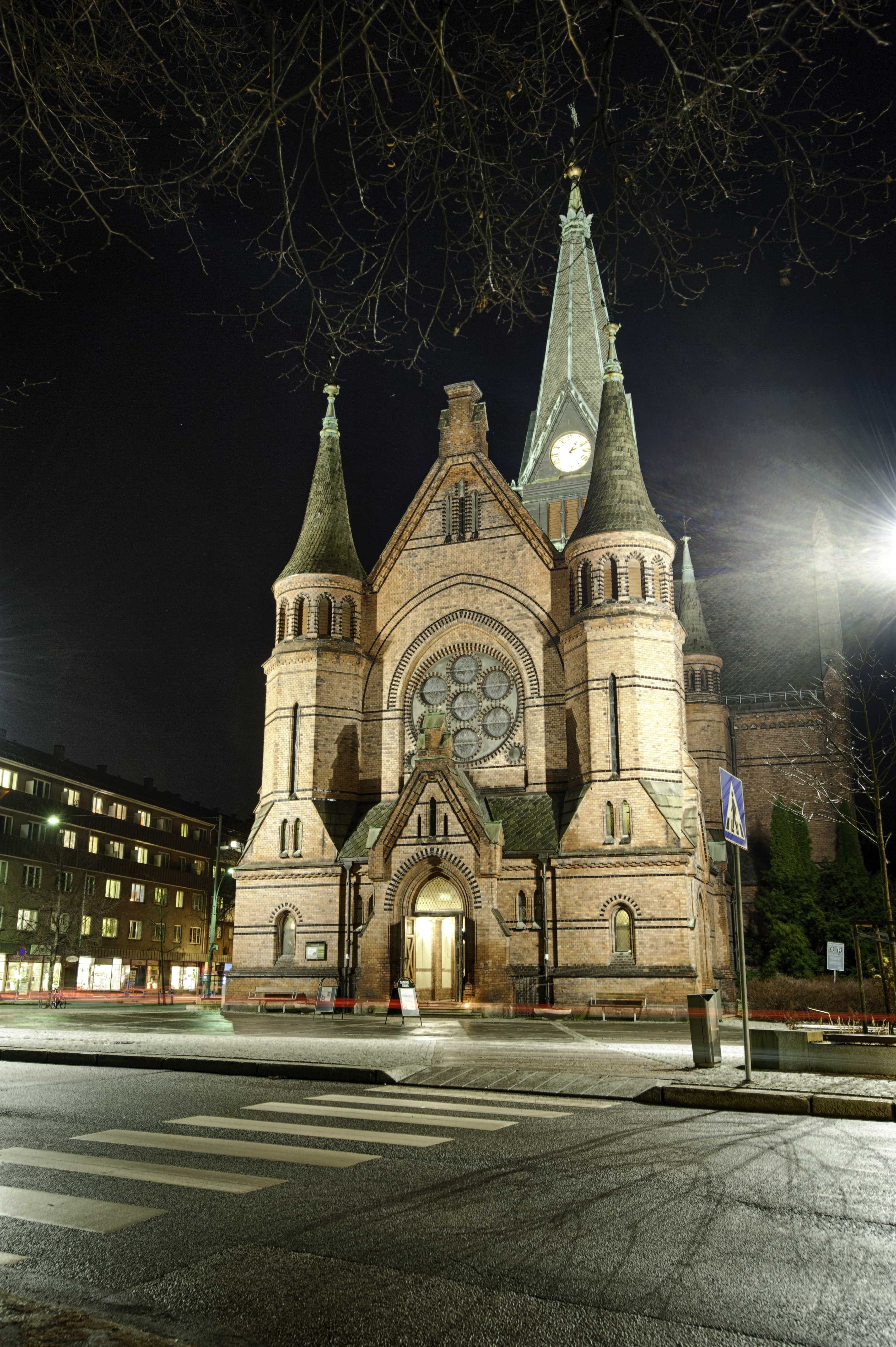
Sagene kirke
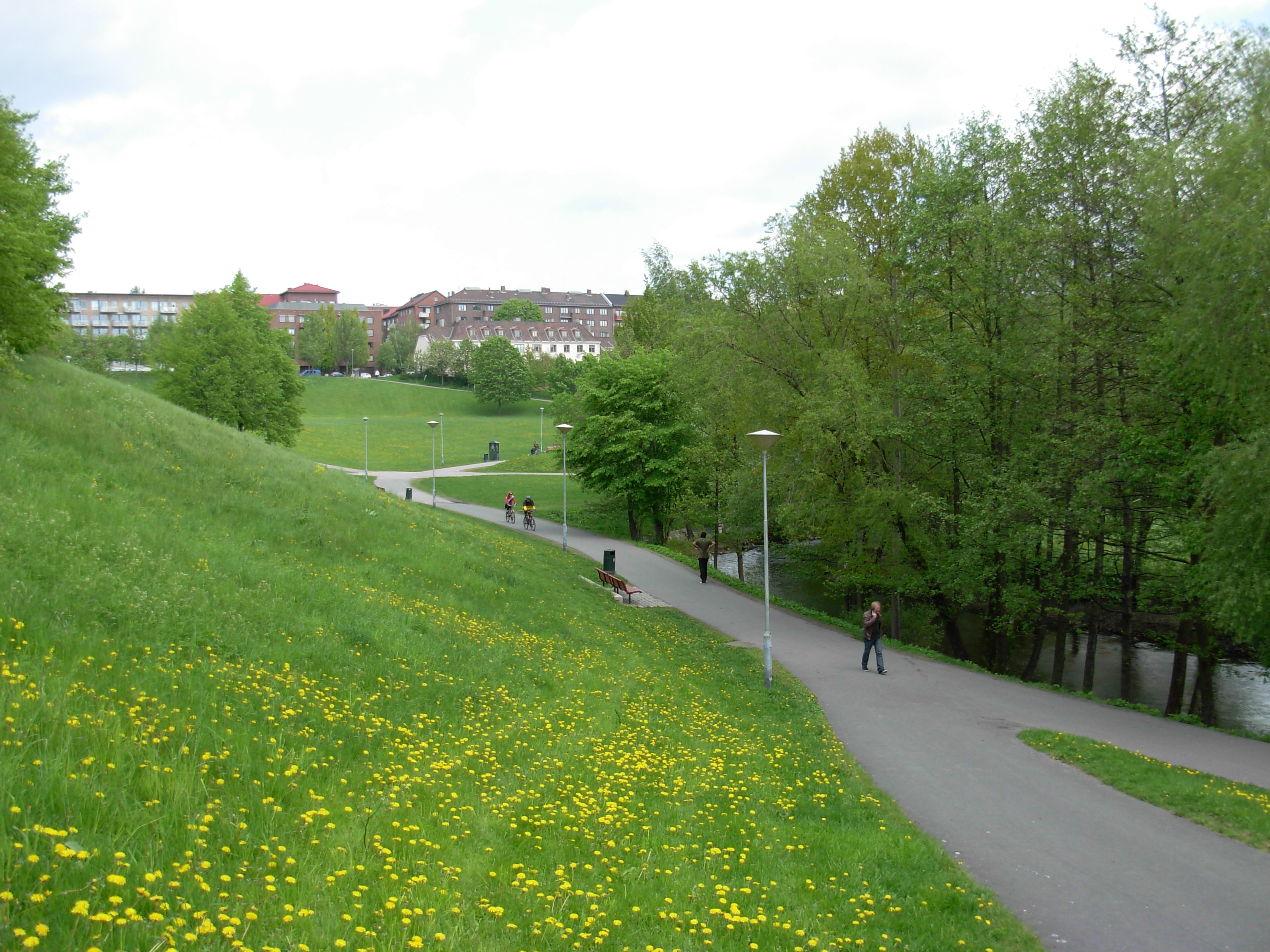
Park Myralokka
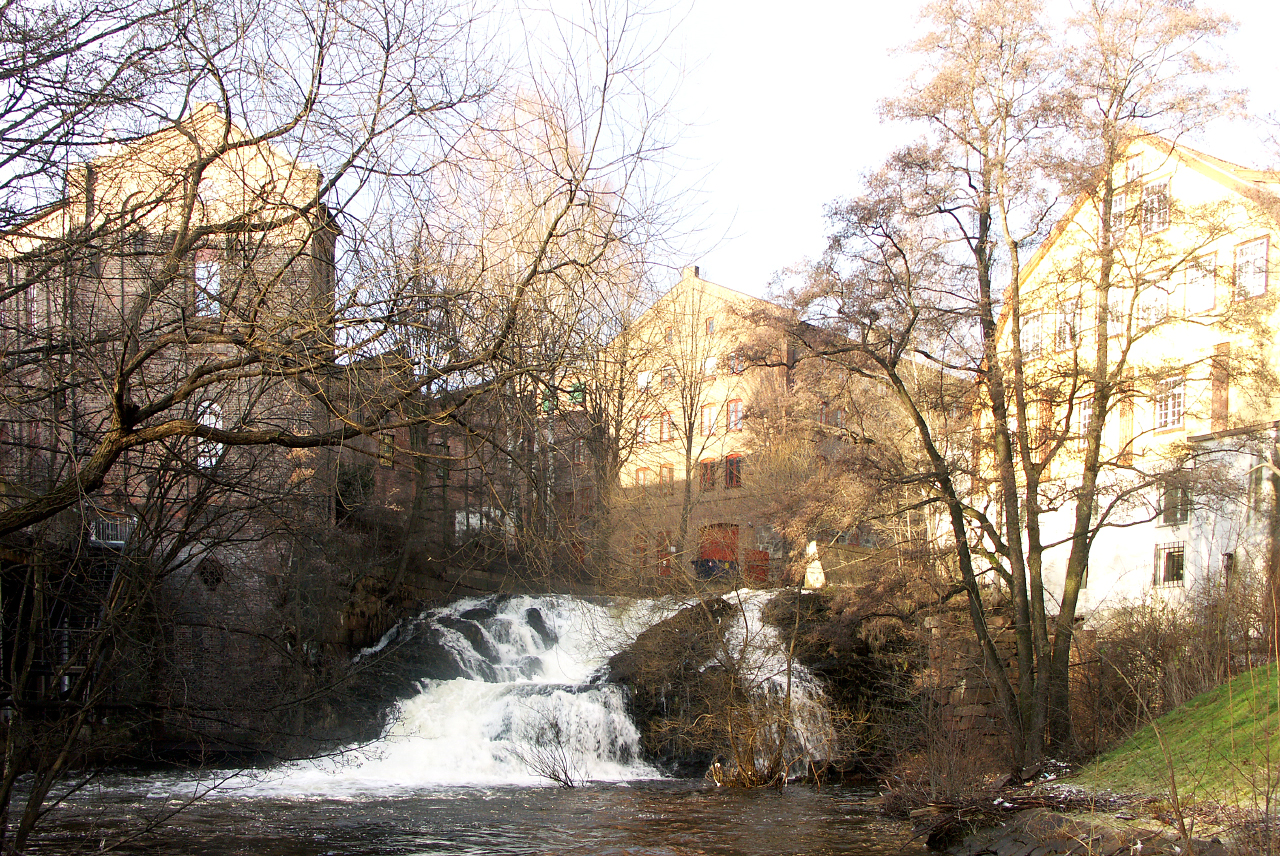
Vodopád na Akerselvě
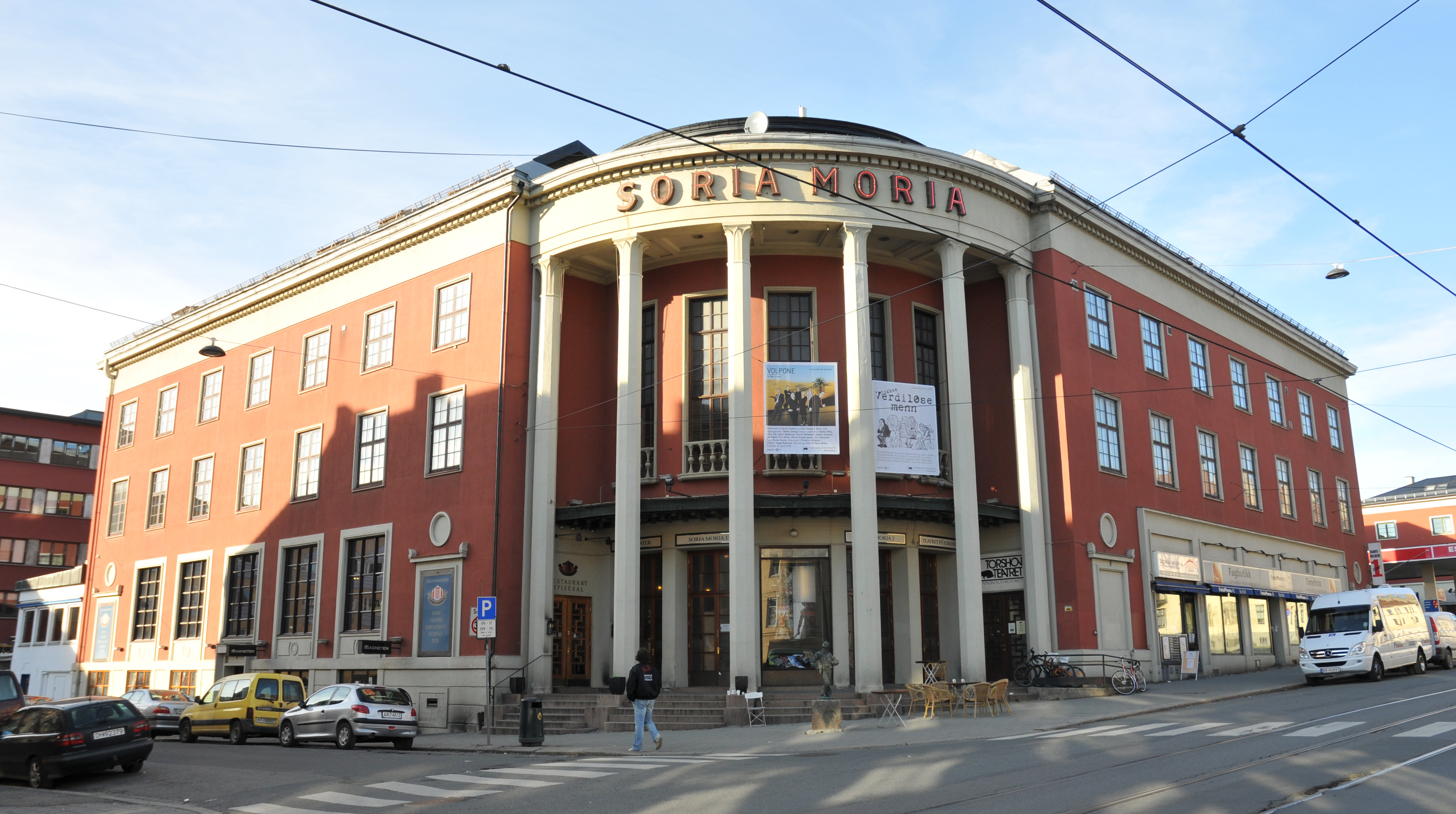
Kino Soria Moria
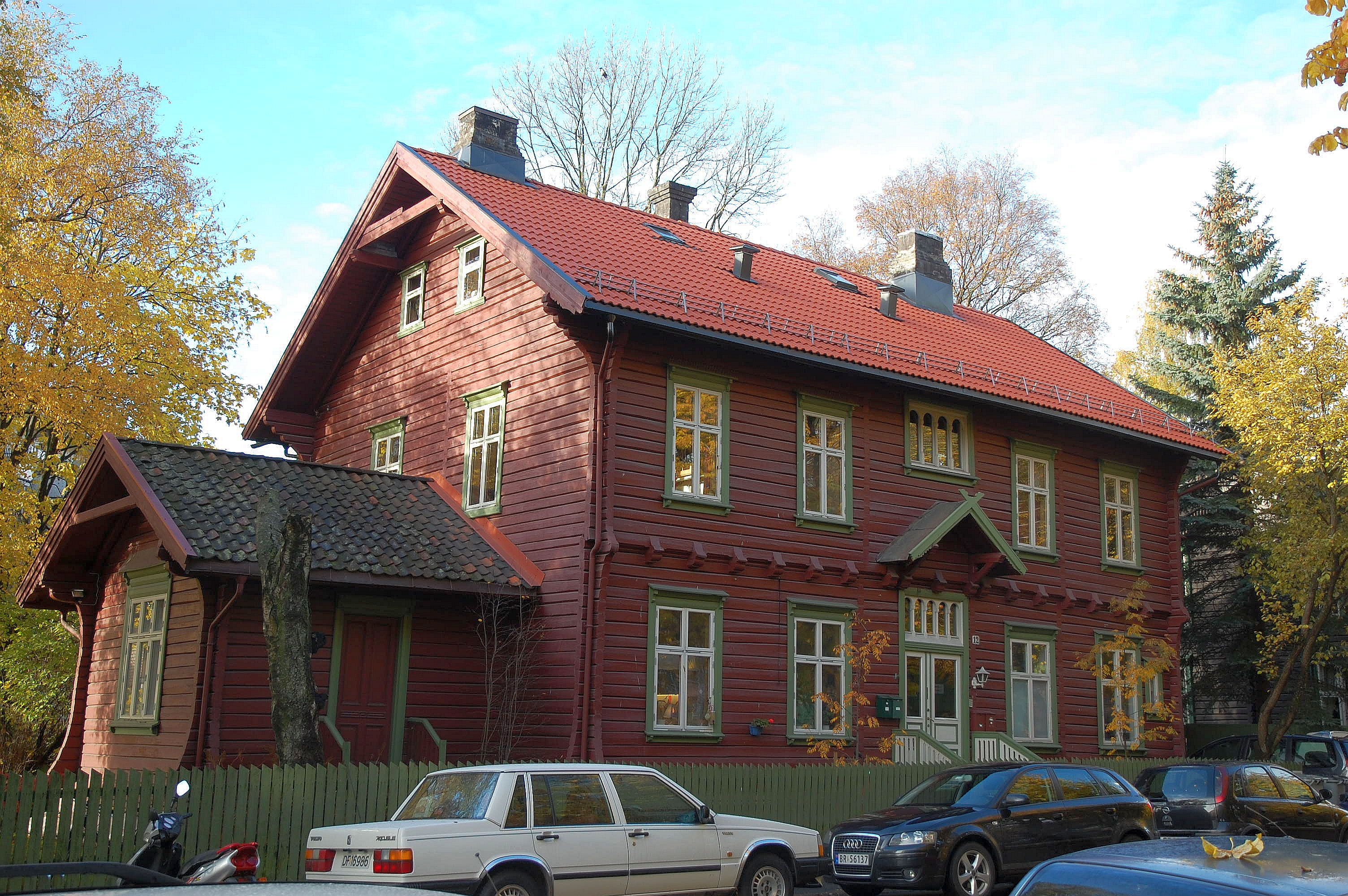
Dům na ulici Dannevigsveien